# Sung Hyun-ah
Sung Hyun-ah (23 de julio de 1975) es una actriz surcoreana y ex Miss Corea. Participó y quedó como segunda finalista (o tercer lugar) en el concurso Miss Corea de 1994. Fue la representante del país en el concurso Miss Internacional 1994, donde llegó a semifinalista y ganó como Miss Fotogénica.

## Controversia
En diciembre de 2013, Sung fue acusada de cargos de prostitución, por supuestamente recibir ₩50 millones de un empresario de apellido Chae con quien se reunió tres veces para mantener encuentros sexuales en el 2010. Ella contrademandó para probar su inocencia. En agosto de 2014, el tribunal desestimó la solicitud de Sung y dictaminó que ella era culpable de prostitución; fue condenada a pagar una multa de ₩2 millones (US$1 930). Pero el 18 de febrero de 2016, el Tribunal Supremo dictaminó que ella era inocente de los cargos de prostitución, anulando la decisión del tribunal.

## Filmografía

### Cine
- Time (2006)[9]
- The Customer Is Always Right (2006)
- The Intimate (2005)[10]
- Cello (2005)[11]
- The Scarlet Letter (2004)
- Woman is the Future of Man (2004)[12]
- Live or Die (2003)
- Boss X-File (2002)
- Hallelujah (1997)

### Series
- Flames of Desire (MBC, 2010-2011)
- Ja Myung Go (SBS, 2009)
- Yi San (MBC, 2007–2008)
- Bad Woman, Good Woman (MBC, 2007)[13]
- One Day Suddenly (SBS, 2006)
- Open Drama Man and Woman "I'm Mr. Heidi and Married" (SBS, 2001)
- Twins (KBS, 2001)
- Lipstick (iTV, 2001)
- MBC Best Theater "Train Heading to Kaikoura" (MBC, 2000)
- Because of You (MBC, 2000)
- Hur Jun (MBC, 1999-2000)
- Should My Tears Show (MBC, 1999)
- Crystal (SBS, 1999)
- Advocate (MBC, 1998)
- See and See Again (MBC, 1998-1999)
- Kim Chang-wan's Three Stories (KBS, 1998)
- Devotion (KBS, 1997)
- 70-Minute Dramas "가방을 든 남자" (SBS, 1997)
- 18 Years of Growing Up (SBS, 1996)
- Exploration of Man (SBS, 1996)
- LA Arirang (SBS, 1995-1996)
- MBC Best Theater "Adelaide" (MBC, 1995)
- Salut D'Amour (KBS2, 1994)